# Зоологический музей и гербарий имени Э. А. Эверсмана Казанского университета
Зоологический музей и гербарий им. Э. А. Эверсмана — музей в Казани, входит в состав Казанского университета.

## История
Предшественником музея был Кабинет естественной истории (Натуральный кабинет), существовавший в Казанском университете с его основания. В основу кабинета были положены зоологические и минералогические коллекции, собранные в конце XVIII века для планировавшегося Екатеринославского университета (открытие которого тогда не состоялось). В первые годы существования кабинета им заведовал профессор естественной истории и ботаники К. Ф. Фукс, а в 1825—1828 годах — Э. И. Эйхвальд. Уже в те годы коллекции кабинета активно пополнялись: так астроном И. М. Симонов передал университету собранные им в Экспедиции Беллинсгаузена и Лазарева образцы флоры и фауны Южного полушария, а Эйхвальд в 1825—1826 годах совершил путешествие к побережью Каспийского моря, откуда привёз в том числе и зоологические образцы.
С 1828 года кабинет перешёл в ведение профессора Э. А. Эверсмана (возглавлял до 1860 года). При нём зоологическая часть кабинета превратилась «в самостоятельное учреждение, имевшее характер систематического музея», произошло существенное обогащение коллекций как экзотическими видами, в основном, приобретёнными Эверсманом в Германии, так и представителями российской фауны, в том числе собранными самим учёным во время путешествий по Арало-Каспийскому региону. Кроме того, в 1837 году была выкуплена личная коллекция млекопитающих и птиц К. Ф. Фукса, состоявшая из видов Казанской губернии. Согласно сведениям А. А. Остроумова к 1844 году в музее насчитывалось «5735 предметов, из коих 1900 насекомых, 1445 раковин, 1402 чучела птиц, 227 чучел млекопитающих и 726 остальных предметов» (за следующие десять лет в коллекции появилось ещё примерно 400 экспонатов). Музей пользовался у горожан популярностью: «У здешнего простонародья даже обратилось в какой-то обычай с третьего дня Пасхи и потом каждое воскресенье и каждый праздник до Троицы, ходить в этот кабинет, а отсюда в анатомический театр», — писали в 1849 году «Казанские губернские ведомости».
В 1871—1897 годах зоологический кабинет возглавлял профессор Н. М. Мельников. В 1881 году А. М. Бутлеров подарил университету свою коллекцию чешуекрылых (более тысячи видов). В 1897—1925 годах кабинетом заведовал профессор А. А. Остроумов, во времена его руководства происходило дальнейшее пополнение коллекций, были созданы систематические каталоги птиц и рыб, проводились многолетние исследования стерляди (погибла в начале 1920-х годов).
В 1840-е годы при университете также был создан зоотомический кабинет. В 1945 году зоологический и зоотомический кабинеты были объединены в Зоологический музей.
В 1991 году в музее появился ботанический отдел (его коллекции долгое время были открыты только для специалистов-ботаников, сотрудников и студентов университета). В 2002 году музею было присвоено имя Э. А. Эверсмана.

## Коллекция
Музей расположен на втором этаже главного здания Казанского университета в восьми залах. Общее число экспонатов составляет ок. 6 тысяч (от простейших до приматов), среди них — единственное в России чучело вымершей в XIX веке зебры квагги.